# Zeche Nottekampsbank I
Die Zeche Nottekampsbank I in Essen-Heisingen ist ein ehemaliges Steinkohlenbergwerk. Das Bergwerk ist aus einer Teilung der Berechtsame der Zeche Vereinigte Nottekampsbank entstanden.

## Bergwerksgeschichte
In der Zeit vom 24. Januar bis zum 29. September des Jahres 1880 wurde die Berechtsame der Zeche Vereinigte Nottekampsbank aufgeteilt in Nottekampsbank I und Nottekampsbank II. Der Bereich Nottekampsbank I galt bis zur 2. Sohle und wurde unter dem Namen Zeche Nottekampsbank I weiter als eigenständiges Bergwerk geführt. Die 2. Sohle befand sich bei einer Teufe von 166 Metern (−96 m NN). Als Förder- und Wetterschacht diente der Schacht Hercules. Bereits nach dem Jahr 1883 gingen die Kohlenvorräte der Lagerstätte zurück. Im Jahr 1886 war der Abbau oberhalb der 2. Sohle weitgehend beendet. Noch vor dem 23. Februar desselben Jahres wurde das Bergwerk stillgelegt. Gründe für die Maßnahme waren zum einen hohe Wasserzuflüsse von bis zu 8,4 m2 Grubenwasser pro Minute und zum anderen die zu erwartenden Zubußen. Im selben Jahr wurde die Berechtsame zur Zeche Heisinger Tiefbau zugeschlagen, die Schächte der Zeche Nottekampsbank I wurden aufgegeben. Am 9. August 1921 wurde das Bergwerk im Bereich der Wuppertaler Straße wieder in Betrieb genommen. Im selben Jahr wurde mit den Teufarbeiten für einen neuen Schacht begonnen. Im Oktober des Jahres 1923 wurde der Betrieb erneut eingestellt. Am Anfang des Jahres 1924 wurde die Zeche Nottekampsbank I endgültig stillgelegt.

## Förderung und Belegschaft
Die ersten Förder- und Belegschaftszahlen stammen aus dem Jahr 1880, in diesem Jahr waren 243 Mitarbeiter auf dem Bergwerk beschäftigt es wurden 73.666 Tonnen Steinkohle gefördert. Die maximale Förderung des Bergwerks wurde im Jahr 1883 erzielt. In diesem Jahr wurden 82.243 Tonnen Steinkohle gefördert, die Belegschaftsstärke betrug 277 Beschäftigte. Im Jahr 1885 wurden mit 174 Bergleuten 66.455 Tonnen Steinkohle gefördert. Im Jahr 1886 waren noch 27 Beschäftigte auf dem Bergwerk, es wurden 3179 Tonnen Steinkohle gefördert. Im Jahr 1921 wurden mit 97 Bergleuten 4929 Tonnen Steinkohle gefördert. Die letzten Förder- und Belegschaftszahlen stammen aus dem Jahr 1923, in diesem Jahr wurden mit 169 Beschäftigten knapp 7000 Tonnen Steinkohle gefördert.